# Road Salt Two
Road Salt Two è l'ottavo album dei Pain of Salvation, gruppo musicale progressive metal/rock svedese. Venne pubblicato via InsideOut Music il 26 settembre 2011.

## Concept
Essendo stati composti entrambi nel 2008, si presenta concettualmente come una continuazione di Road Salt One. Per stessa ammissione del gruppo, l'etichetta ha però preferito non pubblicare un disco doppio per non mettere troppa carne al fuoco, decidendo di pubblicare tutto il materiale creato allora in due parti distinte, a distanza di un anno una dall'altra. Per questo motivo è possibile percepire un mood simile, condiviso dalle due opere, ma non esiste un vero e proprio concept che le unisca indissolubilmente. To the Shoreline e 1979 sono le uniche due tracce ad essere state composte in un secondo momento.

## Stile
Anche stilisticamente Road Salto Two può essere considerato una prosecuzione di Road Salt One. Pur raccogliendone l'eredità rock e blues, e pur rappresentando un definitivo distacco dalle sonorità metal del passato, le canzoni tornano ad avere una struttura più tendente a quella tipica del progressive. È presente anche qualche lieve richiamo folk, per esempio nella traccia To the Shoreline.

## Tracce
Concept, musica e testi di Daniel Gildenlöw.
1. Road Salt Theme - 0:45
2. Softly She Cries - 4:15
3. Conditioned - 4:15
4. Healing Now - 4:29
5. To the Shoreline - 3:03
6. Eleven - 6:55
7. 1979 - 2:53
8. The Deeper Cut - 6:10
9. Mortar Grind - 5:46
10. Through the Distance - 2:56
11. The Physics of Gridlock - 8:43
12. End Credits - 3:25

## Formazione
- Daniel Gildenlöw - voce, cori, chitarra elettrica, chitarra acustica, chitarra fretless, basso chitarra
- Johan Hallgren - chitarra elettrica, cori
- Fredrik Hermansson - piano acustico, piano elettrico, organo, mellotron, tastiera
- Léo Margarit - batteria, cori